# راجر مارتینز
راجر مارتینز (انگلیسی: Roger Martínez؛ زادهٔ ۵ آوریل ۲۰۰۴) بازیکن فوتبال اهل اسپانیا است که در پست هافبک برای باشگاه اسپانیول بازی می‌کند.
وی همچنین در تیم‌های ملی فوتبال زیر ۱۵ سال اسپانیا، زیر ۱۶ سال اسپانیا، زیر ۱۸ سال اسپانیا، و زیر ۱۹ سال اسپانیا بازی کرده‌است.